# Le Torrent (sculpture)
Pour les articles homonymes, voir Le Torrent.
Le Torrent est une sculpture contemporaine en bronze réalisée par l'artiste Urbain Basset, actuellement conservé dans le musée de Grenoble, dans la région Auvergne-Rhône-Alpes, en France. 
À l'origine, l'œuvre fut utilisée comme fontaine dans un jardin public de Grenoble. Au cours de la Seconde Guerre mondiale, elle fut menacée d'être fondue avant de disparaître. Elle a finalement été retrouvée en Allemagne en 1950.

## Histoire

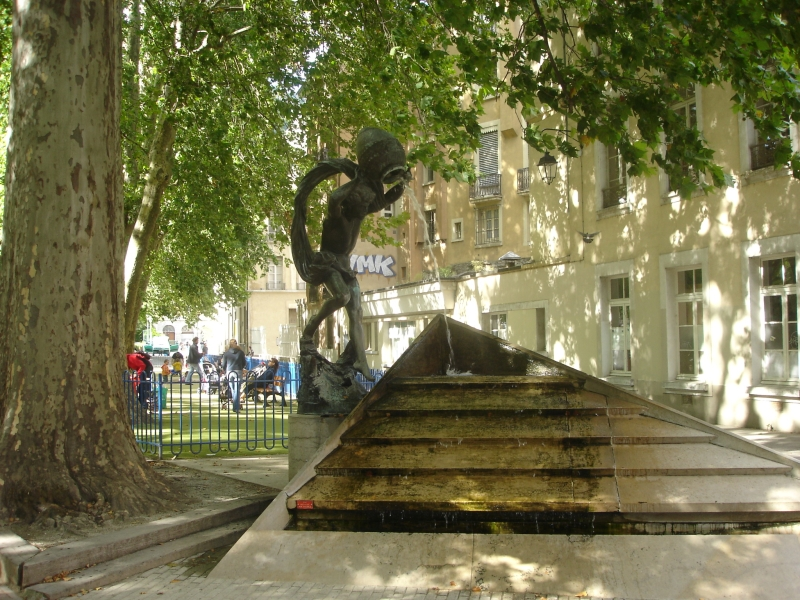
La statue dans le Jardin de Ville de Grenoble (avant 2009).

Présentée au Salon de Paris de 1878, Le Torrent, cette sculpture-fontaine en bronze, est achetée par l’État (pour 8 000 francs) et déposée au musée de Grenoble par arrêté du 29 décembre de cette même année grâce à l’intervention du peintre grenoblois Ernest Hébert, et à Jean Casimir-Perier qui est alors secrétaire d’Etat au ministère de l’Instruction publique et des Beaux-Arts. En 1882, à l’initiative d’Alexandre Debelle, conservateur de ce musée, la statue est installée sur la place de la Constitution (actuelle place de Verdun) 
La statue est ensuite déplacée au Jardin de ville ou elle figure sur un piédestal rocheux jusqu’en 1936. Durant la Seconde Guerre mondiale, l'œuvre échappe à un projet d’envoi à la fonte par l'entreprise Jullien et Girard le 21 août 1942, à la demande du régime de Vichy, avant d'être emmené en Allemagne la même année,. 
De retour à Grenoble en 1950, la sculpture est de nouveau exposée dans le Jardin de ville en 1986 sur un socle traditionnel dominant une fontaine de marbre en gradin. Vandalisée en 2009, la sculpture, qui a fait l’objet d’une importante restauration, devait être installée au Jardin des Plantes du Muséum d’histoire naturelle de Grenoble,, mais elle est de nouveau intégrée (avec une reproduction de taille plus modeste) dans une salle du musée de Grenoble,.

## Description

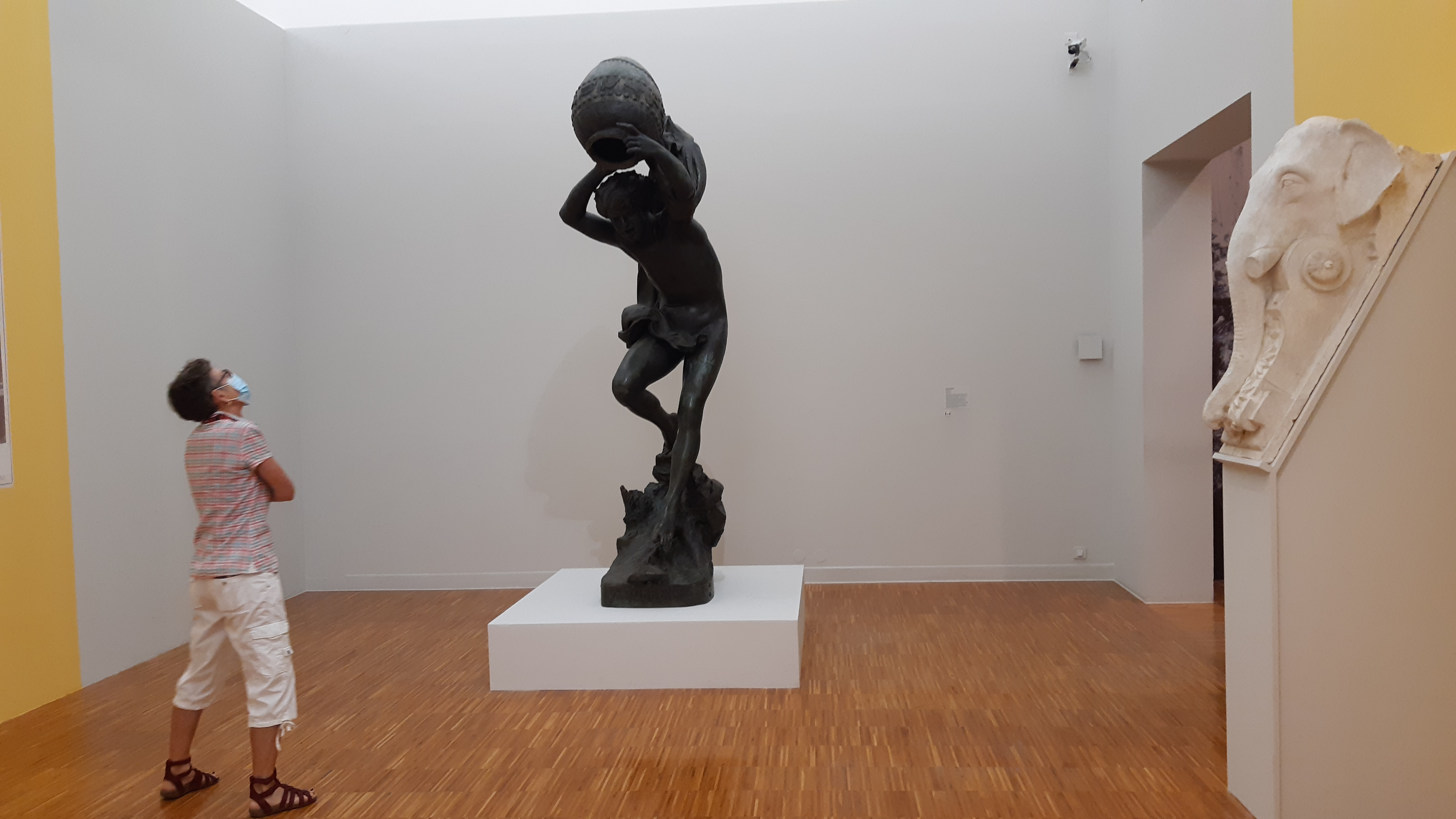
Autre vue de la statue permettant d'apprécier ses dimensions.

Cette sculpture monumentale de plus de deux mètres cinquante de haut est une personnification du torrent (probablement la Romanche), figuré sous les traits d’un homme nu à l’allure vigoureuse. Lorsque cette statue était située dans le Jardin de Ville (avant son vandalisme en 2009), elle trônait au sommet d'une petite pyramide à degré.
Sur l’épaule, l'homme porte une cruche sur laquelle figure tous les signes du zodiaque, sauf celui du Verseau, symbolisé par la statue elle-même.

## Inspiration
Urbain Basset qui résida une grande partie de sa vie dans le village de Bernin où se situe la cascade de Craponoz aurait pu être inspiré de cette chute d'eau spectaculaire pour créer Le Torrent, intitulée aussi Le Verseau .

## Expositions
- Salon, Paris : 1878[12].
- « De place en place, l'espace public à Grenoble, XIXe – XXe siècle » : Bibliothèque municipale d'étude et d'information, Grenoble (France), du 15 octobre 1999 au 31 décembre 1999.
- « Grenoble et ses artistes au XIXe siècle » : Grenoble (France), musée de Grenoble, du 27 mai 2020 au 25 octobre 2020.